# حزب سياسي أوروبي
الحزب السياسي الأوروبي (بالإنجليزية: European political party) المعروف رسمياً باسم الحزب السياسي على المستوى الأوروبي (بالإنجليزية: political party at European level) كما يطلق عليه بشكل غير رسمي يوروبارتي (بالإنجليزية: Europarty) هو نوع من المنظمات الحزبية السياسية التي تعمل عبر الحدود الوطنية في أوروبا وداخل مؤسسات الاتحاد الأوروبي. يتم تنظيمها وتمويلها من قبل الاتحاد الأوروبي وعادة ما تتكون من أحزاب وطنية، وليس أفراد. تتمتع الأحزاب الأوروبية بالحق الحصري في القيام بحملات خلال الانتخابات الأوروبية والتعبير عن أنفسهم داخل البرلمان الأوروبي من خلال المجموعات السياسية التابعة لها وأعضاء البرلمان الأوروبي. تؤثر المنظمات الأوروبية على عملية صنع القرار في المجلس الأوروبي من خلال اجتماعات التنسيق مع رؤساء الدول والحكومات التابعين لها. كما أنهم يعملون بشكل وثيق وينسقون مع الأعضاء التابعين لهم في المفوضية الأوروبية.
يحمل مصطلح «حزب سياسي في الاتحاد الأوروبي» ثلاثة معاني مختلفة: الأحزاب السياسية المحلية والمجموعات السياسية في البرلمان الأوروبي، والأحزاب السياسية الأوروبية.

## الأحزاب الأوروبية الحالية
بلغ عدد الأحزاب الأوروبية المسجلة عشرة أحزاب في آذار / مارس 2021 وهي:
| الحزب الأوروبي | الحزب الأوروبي                                    | الحزب الأوروبي | الحزب الأوروبي                 | الحزب الأوروبي                 | سياساته                | سياساته                               | سياساته              | العضوية  | العضوية   | العضوية |
| الاسم          | الاسم                                             | الاختصار       | المجموعة السياسية              | الرئيس                         | الطيف                  | الأيديولوجيا                          | التكامل الأوروبي     | المفوضية | البرلمان  | المجلس  |
| -------------- | ------------------------------------------------- | -------------- | ------------------------------ | ------------------------------ | ---------------------- | ------------------------------------- | -------------------- | -------- | --------- | ------- |
|                | حزب الشعب الأوروبي                                | EPP            | مجموعة EPP                     | دونالد توسك                    | وسط اليمين             | محافظة ليبرالية ديمقراطية مسيحية      | الموالية الأوروبية   | 10 / 27  | 187 / 705 | 11 / 27 |
|                | حزب الاشتراكيين الأوروبيين                        | PES            | S&D                            | سيرغي ستانيشيف ‏                | وسط اليسار             | ديمقراطية اجتماعية                    | الموالية الأوروبية   | 9 / 27   | 146 / 705 | 6 / 27  |
|                | حزب تحالف الليبراليون والديمقراطيون من أجل أوروبا | ALDE           | RE                             | هانز فان بالين                 | وسط                    | ليبرالية                              | الموالية الأوروبية   | 5 / 27   | 68 / 705  | 6 / 27  |
|                | حزب المحافظون والإصلاحيون الأوروبيون ‏             | حزب ECR        | ECR                            | جيورجيا ميلوني                 | وسط اليمين إلى اليمين  | محافظة ليبرالية اقتصادية              | شكوكية أوروبية لينة  | 1 / 27   | 62 / 705  | 1 / 27  |
|                | حزب الهوية والديمقراطية ‏                          | حزب ID         | ID                             | جيرولف انيمانز ‏                | يمينية إلى أقصى اليمين | محافظة وطنية شعبوية يمينية            | شكوكية أوروبية قاسية | 0 / 27   | 60 / 705  | 0 / 27  |
|                | الحزب الأخضر الأوروبي                             | EGP            | Greens/EFA                     | إيفلين هويتبروك ‏ وتوماس وايتز ‏ | وسط اليسار إلى يسارية  | سياسة خضراء                           | الموالية الأوروبية   | 0 / 27   | 52 / 705  | 0 / 27  |
|                | حزب اليسار الأوروبي                               | PEL            | GUE/NGL                        | هاينز بيرباوم ‏                 | يسارية إلى أقصى اليسار | الاشتراكية الديمقراطية شيوعية (أقلية) | شكوكية أوروبية لينة  | 0 / 27   | 28 / 705  | 0 / 27  |
|                | الحزب الديمقراطي الأوروبي ‏                        | EDP            | RE أقلية: S&D                  | فرنسوا بايرو                   | وسطية                  | وسطية                                 | الموالية الأوروبية   | 0 / 27   | 10 / 705  | 0 / 27  |
|                | التحالف الأوروبي الحر                             | EFA            | Greens/EFA أقليات: ECR GUE/NGL | لورينا لوبيز دي لاكال ‏         | خيمة كبيرة             | جهوية اهتمامات الأقليات العرقية ‏      | الموالية الأوروبية   | 0 / 27   | 9 / 705   | 0 / 27  |
|                | الحركة السياسية المسيحية الأوروبية ‏               | ECPM           | ECR أقلية: EPP                 | برانيسلاف سكريبك ‏              | وسط اليمين إلى يمينية  | يمين مسيحي محافظة اجتماعية            | شكوكية أوروبية لينة  | 0 / 27   | 4 / 705   | 0 / 27  |